# Gombodorj
Gombodorj ou Gombodorj Khan (mongol : Гомбодорж хан), né au XVIe siècle, et décédé en 1655, est un khan khalkha. Il est le père de Zanabazar et de Chakhundorj.